# Санковичі
Санковичі — середньовічний боснійський аристократичний рід з Герцеговини. Їхні родинні землі розташовувались у Невесіньє та Поповому Полі в Герцеговині, а також у Конавле у південній Далмації.

## Історія
Першим відомим представником роду був Дражен Богопенеч. Він вперше згадується 1306 року. Мільтен Драживоєвіч, син Богопенеча, вперше згадується 1332 року як ставленик князя Степана II, бана Боснії. Драживоєвіч був принцом (жупаном), а його маєтки розташовувались в районі Невесіньє. Мав двох синів і дочку: Санко, Градоє та Радача.
Санко Мітленовіч вперше згадується 1335 року, 22 жовтня 1348 Дубровник надав йому громадянство. З 11 серпня 1366 року Санко згадується як суддя.
Одразу після смерті короля Боснії Твртко I 1391 року, сини Санко Беляк і Радіч, вирішили продати нерухомість своєї родини в Конавле владі Дубровника.

## Відомі представники
- Дражен Богопенеч
  - Мільтен Драживоєвич
    - Санко Мільтенович
      - Беляк Санкович
      - Радіч Санкович
      - Буделя Санкович
      - Санчін Санкович
      - Драгана Санкович

    - Градоє Мільтенович
    - Радача Мільтенович